# Barrio de México
Barrio de México är en ort i Mexiko.   Den ligger i kommunen Zinacantepec och delstaten Mexiko, i den sydöstra delen av landet, 80 km väster om huvudstaden Mexico City. Barrio de México ligger 2 979 meter över havet och antalet invånare är 7 414.
Terrängen runt Barrio de México är kuperad åt sydväst, men åt nordost är den platt. Runt Barrio de México är det tätbefolkat, med 493 invånare per kvadratkilometer. Närmaste större samhälle är Toluca, 18,4 km öster om Barrio de México. Trakten runt Barrio de México består till största delen av jordbruksmark.